# Qingyuan Xingsi
Qingyuan Xingsi (Chinees: 青原行思; Japans: Seigen Gyōshi) (660 - 740) was een Chinese Boeddhistische monnik in China tijdens de Tang dynastie. Drie van de Vijf Chán huizen en zeven scholen (Japans: Goke Shichishū) binnen het Chan Boeddhisme zijn ontwikkeld uit zijn Dharma-lijn: Caodong school (waaruit later de Sōtō school ontstond), Yunmen school en Fayan school.

## Biografie
Er is weinig bekend over het leven van Qingyuan. Zijn verblijfplaats was het klooster van Jingjusi op de berg Qingyuan (in de huidige provincie Jiangxi). 
Tijdens de Song dynastie, twee honderd jaar na zijn overlijden, wordt Qingyuan in de Transmissie van de lamp (Transmissie van de lamp) beschreven als de belangrijkste leerling van de zesde patriarch Huineng. Maar in de Platform Soetra (een document uit circa 850, begin twintigste eeuw ontdekt in de Dunhuang manuscripten) wordt Qingyuan niet als leerling van Huineng genoemd. De eerste vermelding is afkomstig van de Zutang ji (Bloemlezing van Patriarchen), in 952 geschreven door Zhaoqing Wendeng (884 - 972). De auteur Albert Welter geeft echter aan dat Wendeng Qingyuan in het leven heeft geroepen om Shitou Xiqian, en als afstammeling van Shitou daarmee zichzelf, te legimiteren. Nadat Huineng overleed zou Shitou in Qingyuan een nieuwe leraar hebben gevonden waarvan hij Dharma transmissie kreeg.
Na zijn overlijden kreeg Qingyuan de naam Chan Meester Hongji ("Universele bevrijding"). 